# Adinelsa
La Empresa de Administración de Infraestructura Eléctrica S.A. bajo la marca comercial Adinelsa es una empresa pública peruana de generación y distribución de energía eléctrica, posee 3 centrales hidroeléctricas y 12 centrales termoeléctricas con una capacidad instalada de casi 2.700 MW.

## Historia
Se fundó el 2 de diciembre de 1994, bajo la denominación de Empresa de Ingeniería y Construcción de Sistemas Eléctricos (ICSA), aunque estuvo inactiva debido al contexto político inestable de la época, fue reactivada hasta 1998.
En mayo de 2002, se promulgó la Ley N.° 27744, Ley de Electrificación Rural y de Zonas Aisladas y de Frontera, constituyó el primer marco general de la política de electrificación rural del Estado.
En el 2012, Adinelsa, al igual que otras empresas de distribución eléctrica, fue parte del programa gubernamental para el Acceso al GLP, a través del vale de descuento del Fondo de Inclusión Social Energético (FISE), de acuerdo al Decreto Supremo N° 021-2012-EM.
En 2016, Adinelsa cambia su imagen corporativa.